# Абраамян, Элизабет Арамовна
Элизабет Арамовна Абраамян (род. 29 апреля 2003 года в Ереване, Армения) — российская спортсменка, играющая в настольный теннис, входит в состав национальной сборной России. Девятикратная чемпионка России: в одиночном (2022, 2023, 2024, 2025), парном (2023), смешанном (2022, 2025) и командном разрядах (2020, 2022). Двукратная чемпионка молодёжного (до 19 лет) чемпионата Европы 2021 года: в одиночном и парном разрядах. Мастер спорта России.
В клубном чемпионате ФНТР, в сезоне 2021-22, выступала за клуб «Родина-ФНТ АО» и французский клуб «Alliance Nimes-Montpellier» из объединённой лиги PRO (A и B). 
С сезона 2022-23 выступает за клуб УГМК, в составе которого дважды выиграла премьер-лигу Командного чемпионата ФНТР(2023, 2024).
Так же в сезоне 2022-23 выступала за немецкий клуб TTC Berlin Eastside.

## Стиль игры
Элизабет Абраамян — правша, играет в атакующем стиле. C 2021 года использует ракетку шестиугольной формы «Cybershape» фирмы Stiga.